# Инвестиционная монета

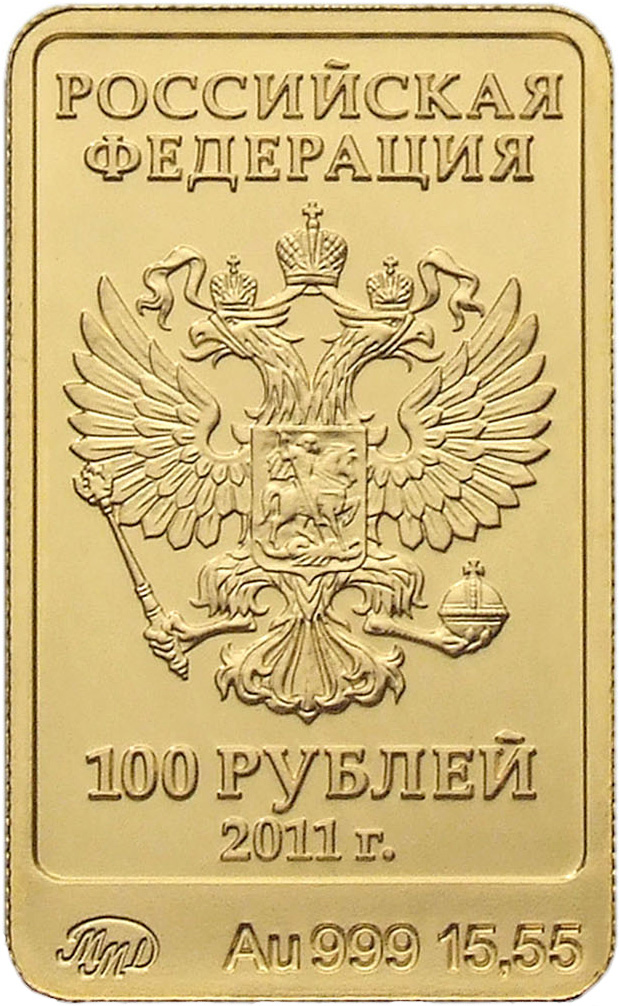
Российская инвестиционная монета «Зимние Олимпийские игры 2014. Леопард», 2011 год, 100 рублей

Инвестиционная (тезаврационная, весовая) монета — монета из драгоценного металла, эмитируемая центральными банками и предназначенная в основном для инвестирования и создания личного фонда сбережений (тезаврации) населением. Альтернативой является покупка слитков драгоценных металлов.

## История
Первоначально монеты были полноценные — их номинал соответствовал стоимости содержащегося в ней металла. С отказом от золотого стандарта в национальных денежных системах и переходу к современным фидуциарным деньгам исчезла эквивалентность номинала монет из золота и/или серебра и их стоимости. Цена стала колебаться в соответствии с колебанием цен на соответствующий металл. Из-за инфляции, свойственной необеспеченным деньгам, стоимость драгоценных металлов имеет тенденцию к росту. Удобство хранения и обмена способствовало превращению старых полноценных монет из средства обращения в средство сбережения. Прежний номинал уже не имел значения, важны были лишь вес металла и его текущая цена.
Видя значительный спрос на монеты из драгоценных металлов, национальные центральные банки постепенно начали выпуск инвестиционных монет, которые, хотя и имели номинал в национальной валюте, но изначально продавались как товары, цены которых напрямую зависят от стоимости металла, из которого они изготовлены. Для упрощения подсчётов и сопоставлений такие монеты обычно имеют вес, который в пересчёте на чистый металл кратен тройской унции (31,1034768 грамма).

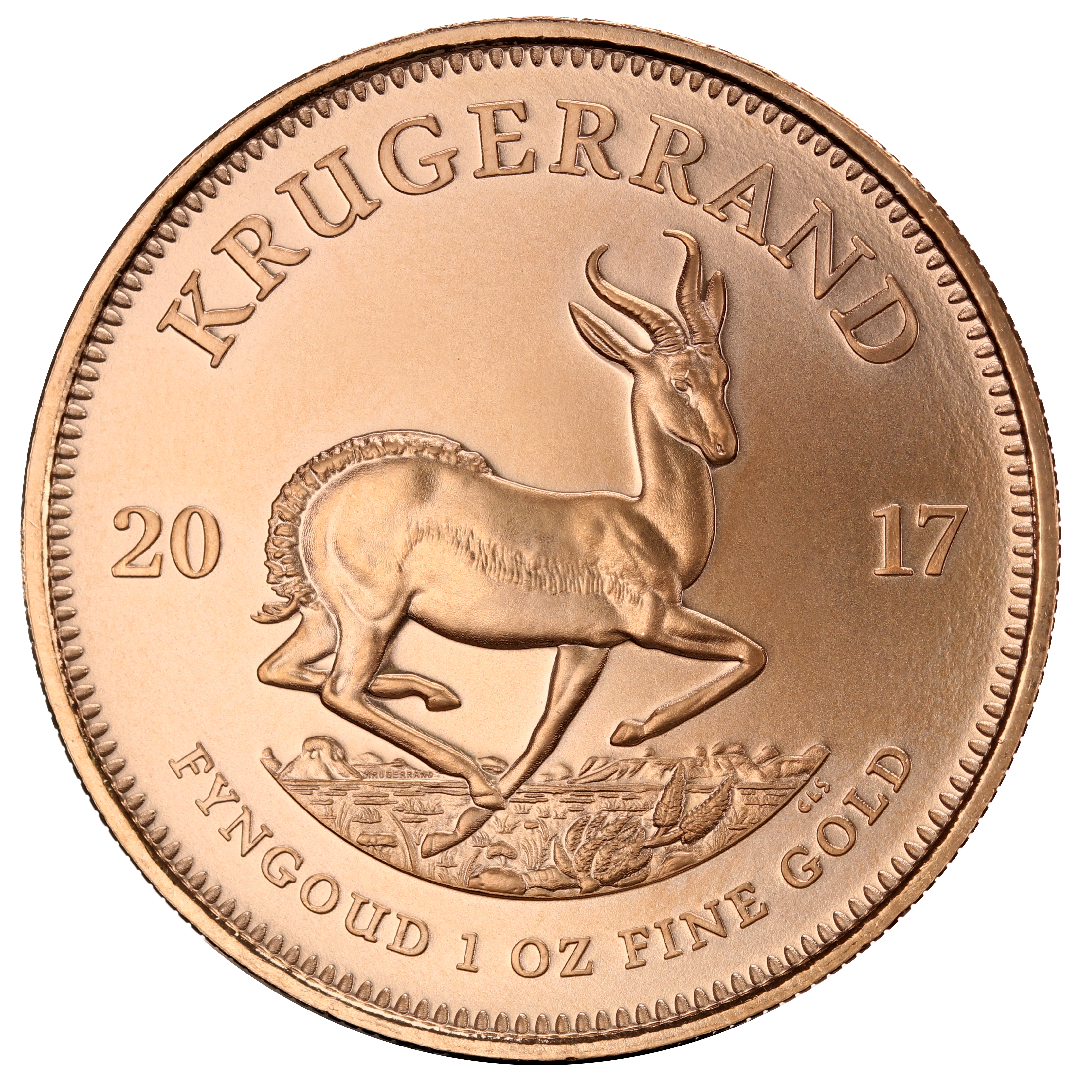
Крюгеррэнд, реверс, 2017 год

Первой инвестиционной монетой считается выпускаемый с 1967 года южноафриканский крюгерранд.

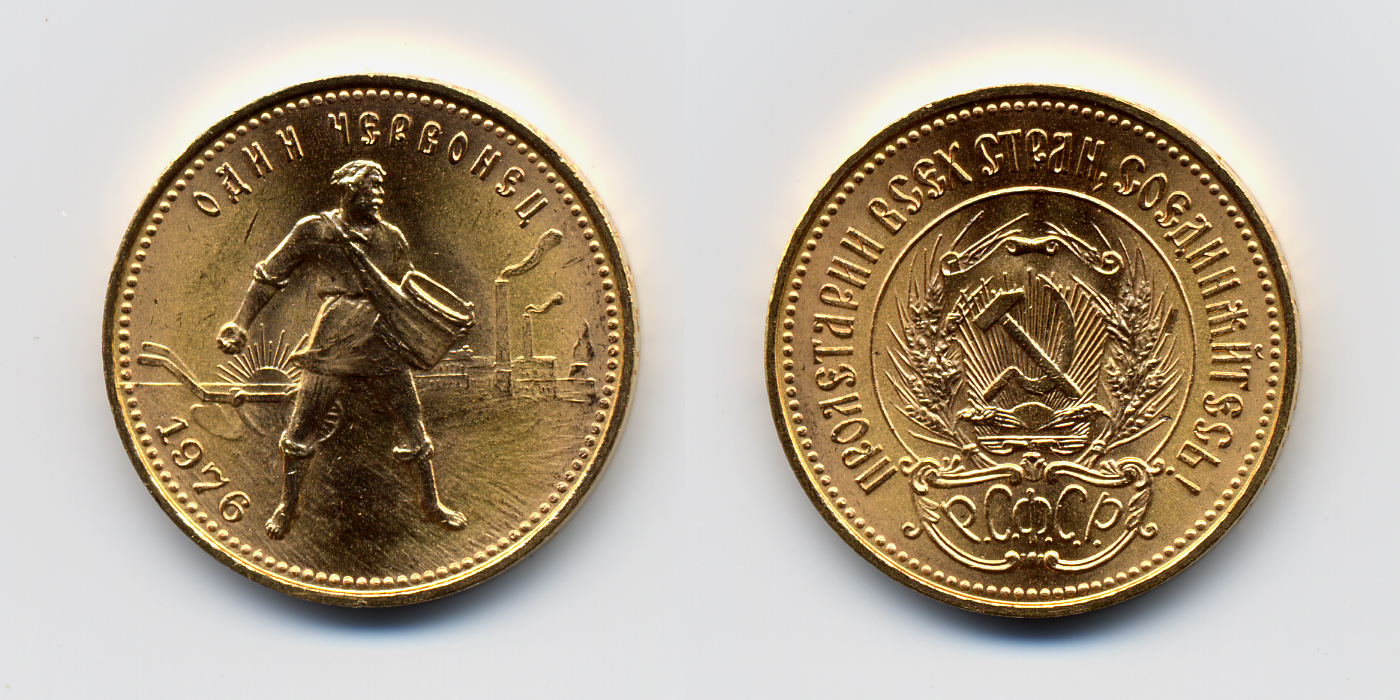
Советский золотой червонец, 1976 год

В СССР единственной инвестиционной монетой был «Червонец» («Сеятель»), выпускавшийся в 1975—1982 годах.
В Российской Федерации выпуском инвестиционных монет занимается Банк России, эмитирующий инвестиционные и памятные монеты с начала 1990-х годов. Монета «Георгий Победоносец» выпускалась ежегодно с 2006 по 2010 год и её суммарный тираж является наибольшим среди всех российских инвестиционных монет. В 2011 году монета «Георгий Победоносец» не выпускалась. В то же время, в 2011—2012 году были выпущены золотые и серебряные инвестиционные монеты номиналом 3 и 50 рублей, по весу идентичные монетам «Георгий Победоносец», а также золотая инвестиционная монета номиналом 100 рублей (не менее 15,55 г. чистого золота, ≈1⁄2 тройской унции); все эти монеты имели прямоугольную форму, похожую на небольшой слиток, и были посвящены Зимним Олимпийским играм 2014 года в Сочи. На конец 2024 года Банк России относил к разряду инвестиционных следуюшие монеты:
- золотая монета «Червонец» («Сеятель») 1975—1982 годов выпуска;
- серебряная монета «Соболь» — 3 рубля;
- золотые (50 рублей) и серебряные (3 рубля) монеты «Георгий Победоносец»;
- золотые (50 и 100 рублей) и серебряные (3 рубля) монеты «Зимние Олимпийские игры 2014»;
- золотые (50 рублей) и серебряные (3 рубля) монеты, посвящённые Чемпионату мира по футболу 2018 года[6].

## Характерные черты инвестиционных монет
Для инвестиционных монет характерны общие черты:
- Их изготавливают из драгоценных металлов высокой пробы, чаще всего из золота, серебра, платины, палладия.
- Как правило, на монетах указаны металл, его проба, общий или чистый вес металла (обычно кратный тройской унции), номинал.
- Их номинал не имеет ничего общего с фактической стоимостью, они не предназначены для обращения в качестве платёжного средства, хотя формально на территории страны-эмитента они являются законным средством платежа по номиналу.
- Их цена близка к стоимости металла, из которого они сделаны, с учётом наценки (комиссии) банка, таможенных пошлин и транспортных расходов для иностранных инвестиционных монет.
- Применяется обычная или немного улучшенная технология массовой чеканки (анциркулейтед или бриллиант-анциркулейтед), уже даже в процессе чеканки монеты могут получать небольшие механические повреждения.
- Как правило, они не представляют художественной или коллекционной ценности (выпускаются большими тиражами с периодическим повторением из года в год, не являются редкими).
- Имеются развитые первичный и вторичный рынки (например, Банк России ежедневно устанавливает котировки российских инвестиционных монет, широкая сеть банков осуществляет их продажу и покупку).

Некоторые инвестиционные монеты могут одновренно также быть памятными. Так, в 2011—2013 годах Банк России выпустил олимпийскую серию инвестиционных монет из серебра и золота с изображением символов Олимпиады в Сочи (они были не круглыми, а прямоугольными, напоминающими слитки), в 2016-м — две монеты классической круглой формы, посвященные чемпионату мира по футболу 2018 года.
Помимо монет для инвестиционных целей часто используют слитки, которые бывают разного веса, обычно выраженного в долях тройской унции или в граммах, но бывают и достаточно тяжёлые. Слитки не имеют денежного номинала. Обычно мелкие слитки продаются с наценкой к цене металла из-за затрат, связанных с производством, хранением и распространением.

## Юридические особенности
Обычно купля-продажа инвестиционных монет на внутреннем рынке не облагается налогом на добавленную стоимость (если он есть в стране). Но для целей налогообложения и других юридически значимых действий понятие «инвестиционная монета» может дополнительно уточняться законодательными актами.
В соответствии с законодательством Великобритании налогом на добавленную стоимость не облагаются «инвестиционные золотые монеты», отвечающие следующим признакам:
- монета отчеканена после 1800 года;
- монета имеет не менее чем 900-ю пробу;
- монета является или в течение какого-то времени являлась законным платёжным средством в стране происхождения;
- обычно монета продаётся по цене, не превышающей 180 % от стоимости содержащегося в ней золота.

Но помимо этого определения указан дополнительный перечень, который характеризует монеты для целей налогообложения как инвестиционные. Для России в этом перечне указаны номиналы в 5, 7 ½, 10, 15, 25, 50, 100, 200, 1000 и 10 000 рублей. Это позволяет на территории Великобритании считать инвестиционными монетами почти все российские (имперские, советские, современные) золотые монеты, выпущенные после 1800 года. Но списку не соответствуют трёхрублевики Александра II и Александра III, а также советский червонец «Сеятель» 1923 года и его новоделы 1975—1982 годов, поскольку номиналов «три рубля» и «один червонец» нет в британском списке. Эти монеты теряют статус инвестиционных и при операциях с ними должен начисляться НДС.
В Налоговом кодексе Российской Федерации термин «инвестиционные монеты» не встречается, но на них как правило распространяется действие подпункта 11 пункта 2 статьи 149, согласно которой не облагаются НДС «монеты из драгоценных металлов, являющиеся законным средством наличного платежа Российской Федерации или иностранного государства (группы государств)». Нужно учитывать, что некоторые монеты из драгоценных металлов на момент сделки могут не являться законным средством платежа Российской Федерации (например, монеты Российской Империи или СССР) или иностранного государства-эмитента (например, крюгеррэнд с 1967 по 1989 годы был формой владения наличным золотом, но из-за отсутствия на монете номинала не считался законным средством платежа). В отличие от монет, при покупке золота в слитке всегда придётся уплатить 20 % НДС. Если частное лицо продаёт инвестиционные монеты, то НДС не возникает (точнее, продавец не может оформить налоговую накладную для получения покупателем налогового кредита). В случае продажи монет раньше, чем через три года после покупки, продавцу надо будет заплатить 13 % НДФЛ.

## Инвестиционные монеты разных стран
Инвестиционные монеты выпускаются золотые, серебряные, платиновые и палладиевые. Используются металлы высокой чистоты — не менее 900-й пробы.

### Монеты из золота
Широко известные золотые инвестиционные монеты разных стран мира:
- Американский золотой орёл (США)
- Архистратиг Михаил (Украина)
- Британия (Великобритания)
- Золотая панда (Китай)
- Золотой кленовый лист (Канада)
- Крюгеррэнд (ЮАР)
- Наггет (Австралия)
- Ноев ковчег (Армения)
- Петух (Франция)
- Сеятель (СССР)
- Филармоникер (Австрия)

### Монеты из палладия
Палладий — серебристо-белый металл, применяемый в каталитических преобразователях, ювелирных изделиях, электронике. В феврале 2020 года цена унции палладия составила около 2800 долларов.
| Страна                    | Название инвестиционной монеты | Чистота | вес в тройских унциях (ozt) | Годы чеканки         |
| ------------------------- | ------------------------------ | ------- | --------------------------- | -------------------- |
| Австралия                 | Emu                            | 0,9995  | 1                           | 1995–1998            |
| Канада                    | Кленовый лист                  | 0,9995  | 1                           | 2005–2010            |
| Китай                     | Панда                          | 0,999   | 0,5                         | 1989, 2004, 2005     |
| Португалия                | Колумбус                       | 0,9995  | 1                           | 1987–2000            |
| Соединённые Штаты Америки | Палладиевый орёл               | 0,9995  | 1                           | 2017–настоящее время |